# 2194 Arpola
2194 Arpola (1940 GE) là một tiểu hành tinh vành đai chính được phát hiện ngày 3 tháng 4 năm 1940 bởi Vaisala, Y. ở Turku.